# Гвоздецький Василь Степанович
Васи́ль Степа́нович Гвозде́цький (* 16 серпня 1930, Шура-Копіївська, Тульчинський район) — український фізик; головний науковий співробітник Інституту електрозварювання ім. Патона — відділ фізики газового розряду та техніки плазми, доктор технічних наук, професор, 1972 — лауреат Державної премії УРСР в галузі науки й техніки, 1985 — лауреат Премії РМ СРСР, 2000 — заслужений діяч науки і техніки України.

## З життєпису
1960 року закінчив Київський університет ім. Т. Шевченка — радіофізичний факультет, спеціалізація «радіофізика та радіоелектроніка».
1968 — кандидат технічних наук, 1976 — доктор, 1989 — професор.
2004 року вибраний членом громадської організації «Українська академія наук».
Основними питаннями його наукової діяльності є:
- фізичні явища в зварювальній дузі та плазмі високого й низького тиску,
- емісія електронів в катодній плямі дуги,
- магнітне керування зварювальною дугою,
- мікроплазмове зварювання,
- взаємодія променевого випромінювання з плазмою,
- розробка нових способів, технологій та обладнання для зварювання та термічної обробки металів та живих тканин.

Написав більше 200 наукових праць.
Запатентував 53 авторських свідоцтва СРСР та 22 патенти інших країн.

## Деякі з праць
- 1979 — «Мікроплазмове зварювання», з Патоном Б. Є., Дудко Д. А. та іншими,
- 1986 — «Автоколивання в обмеженій жмутово-плазмовій системі», з Коваленком В. П. та Парнегою І. М.,
- 1987 — «Багатопроменевий жмутово-плазмовий розряд» — разом з Коваленком В. П., Парнетою І. М. та іншими,
- 1991 — «Чисельне дослідження характеристик розряду в каналі лазерно-дугового плазмотрону» — разом з Кривцуном І. В., Чиженком М. І.,
- 2010 — «Нові напрямки гіпертермічної хірургії в експерименті» — разом з Тереховим Г. В., Савицькою І. М. та Гейленко О. А.

## Джерело
- Інститут електрозварювання(рос.)